# Parchondromorpha indica
Parchondromorpha indica är en mångfotingart som beskrevs av Sergei I. Golovatch 1984. Parchondromorpha indica ingår i släktet Parchondromorpha och familjen orangeridubbelfotingar. Inga underarter finns listade i Catalogue of Life.